# Carl Gustaf Creutz

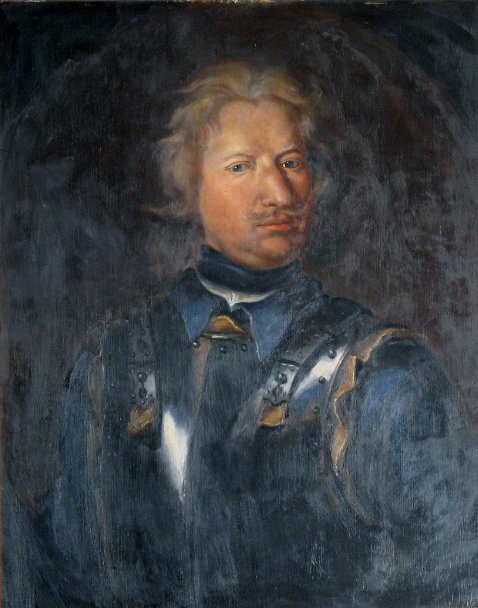
Carl Gustaf Creutz

Carl Gustaf Creutz (* 25. Januar 1660 in Falun; † 2. März 1728 in Stockholm) war ein schwedischer Baron und Kavallerieoffizier, zuletzt im Rang eines Generalmajors.

## Familie
Carl Gustaf war der jüngste Sohn von Lorentz Creutz dem Älteren und Elsa Jacob Duwall. Er hatte zwei Brüder, Lorentz Creutz und Johan Creutz.
Creutz heiratete Sophia Christina Natt och Dag. Sie war die Tochter Gustav Perssons, der auf Schloss Haga in Enköping residierte. Als Mitgift brachte Sophia Christina das Gut Täckhammar außerhalb von Nyköping mit in die Ehe. Carl Gustaf erhielt den Namen Baron von Täckhammar.
Alle Kinder des Paares wurden auf dem Landgut geboren. Der Sohn Lorentz schlug ebenfalls die militärische Laufbahn ein und wurde im August 1708 in die Leibwache Karls XII. berufen. Mit dem Tod von Lorentz Creutz im Jahre 1733 starb der Familienzweig der Barone von Täckhammar aus.
Die Tochter Beata Sophia heiratete Bengt Louis Steinbock. Die zweite Tochter, Eva Sophia, ehelichte Frederick Bengt Rosenhane. Ihr Sohn Schering Rosenhane übernahm nach dem Erlöschen der männlichen Linie die Ländereien des Barons von Täckhammar und überführte die sterblichen Überreste von Carl Gustaf und Sofia Christina aus der Begräbniskirche auf der Insel Riddarholmen in die Husby-Oppunda Kirche in Södermanland.

## Militärische Laufbahn
Die militärische Laufbahn von Creutz verlief zunächst sehr langsam. Als Jugendlicher hatte er als Page am Hofe König Karls XI. gedient. Er wurde im Jahre 1691 zum Kapitän in einem Kavallerieregiment ernannt. Mit der Übernahme der Regentschaft durch Karl XII. begann seine Karriere an Schwung zuzunehmen. Mit dem königlichen Leibregiment nahm er 1700 an der Landung auf Seeland teil. Er zeichnete sich bei der Schlacht von Petschora und der Schlacht an der Düna am 8. und 9. Juli 1701 aus und wurde zum Major ernannt. Es folgte 1702 die Teilnahme an der Schlacht bei Klissow. 1703 wurde er zum Oberstleutnant befördert und 1704 in den Rang eines Obersts erhoben. Nach der Schlacht bei Kletsk 1706 erhöhten sich seine Aufstiegschancen noch stärker. Er hatte seine Führungsqualitäten unter Beweis gestellt. Für den Sieg bei Kletsk erhielt er lobende Worte des Königs sowie die Ernennung zum Generalmajor der Kavallerie.
In der Schlacht von Poltawa 1709 befehligte Creutz die Kavallerie. Bei der Kapitulation bei Perewolotschna ging er in russische Kriegsgefangenschaft.
Nachdem Graf Piper im Jahre 1716 gestorben war, wurde Creutz Vorsteher aller schwedischen Gefangenen in Russland. Zu deren Situation enthält die erhaltene Korrespondenz zwischen ihm und seiner Frau aus dieser Zeit viele historisch wertvolle Fakten.
Im Jahre 1722 konnte er nach Hause zurückkehren und das Kommando über das neugegründete Leibregiment zu Pferde übernehmen.
Er nahm an insgesamt 16 Schlachten teil.

## Nachlass
Für die Nachwelt sind seine persönlichen Briefe an seine Frau von hohem historischen Quellenwert. Einige davon sind in den Jahrbüchern des Karolinska-Verbandes veröffentlicht.